# RAFキナーゼ

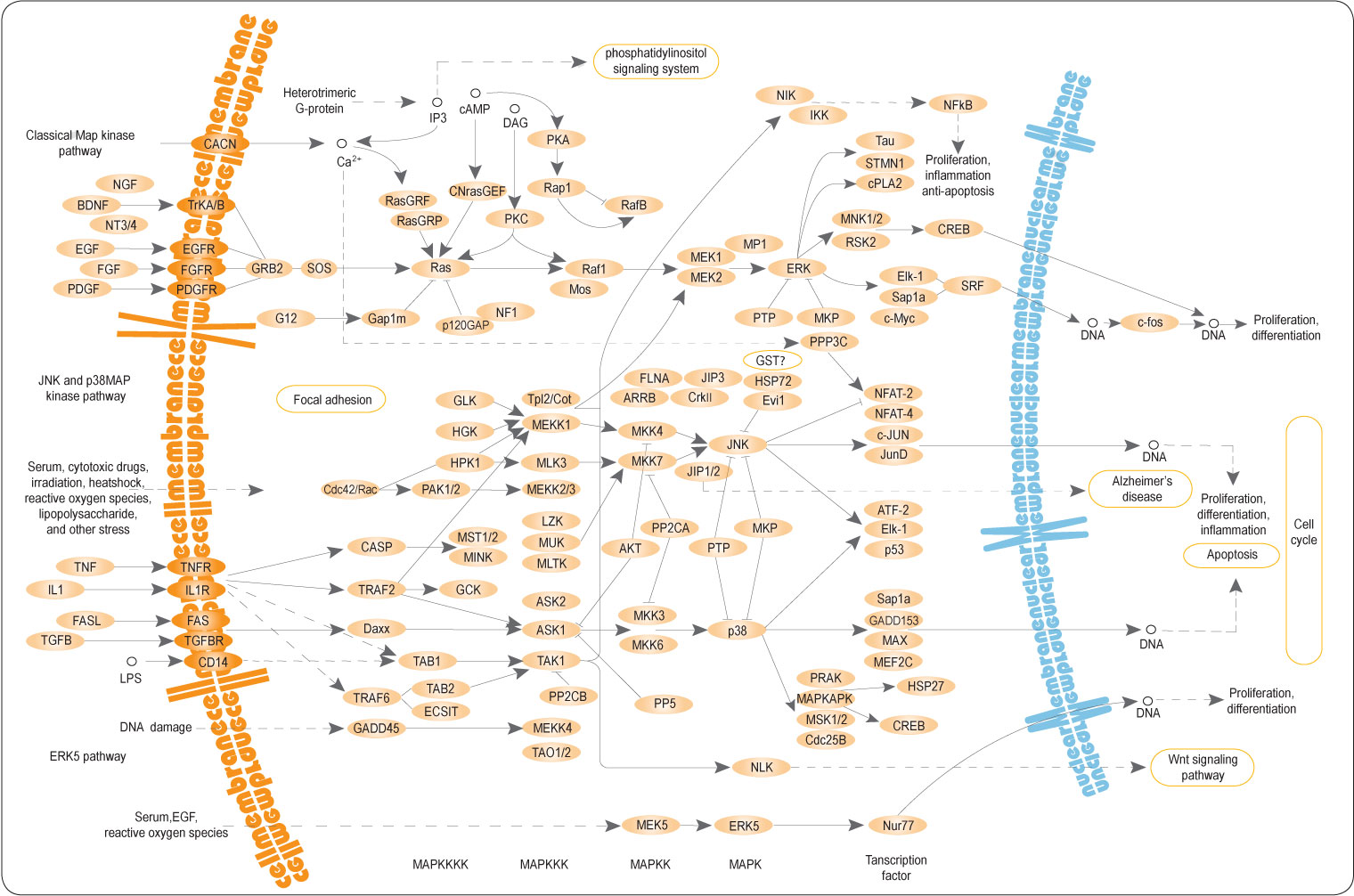
MAPK経路の相互作用マップ 。RAF1は図の中央やや上、RASとMEKの間に位置する。

RAFキナーゼ（英: RAF kinase）は、レトロウイルスのがん遺伝子と関連した3つのセリン/スレオニンキナーゼからなるファミリーである。マウス肉腫ウイルス3611はRAFキナーゼ関連がん遺伝子を持ち、この遺伝子は線維肉腫の誘導を亢進させる。RAFという名称は Rapidly Accelerated Fibrosarcoma の頭文字をとったものである。
RAFキナーゼはRAS-RAF-MEK-ERKシグナル伝達カスケード（MAPK/ERK経路）に関与する。RAFキナーゼの活性化にはRASとの相互作用が必要である。
RAFキナーゼファミリーは3つのメンバーから構成される。
- A-RAF
- B-RAF
- c-Raf（RAF1）